# Sarel Arnoldus Cilliers

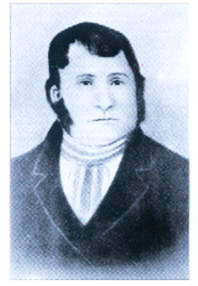
Porträt

Sarel Arnoldus Cilliers (* 7. September 1801; † 4. Oktober 1871) war ein Anführer der Voortrekker und Prediger.
Mit Andries Pretorius führte er die Buren zu einem Sieg über die Zulu bei der Schlacht am Blood River 1838.
Er war ein prominentes Mitglied der Gereformeerde Kerk (Reformierte Kirche), ein Ableger der niederländisch-reformierten Kirche.
Man beschreibt ihn als einen kleinen, korpulenten Mann, von dem angenommen wird, dass er sehr religiös gewesen sei. Im Alter von 35 schloss er sich dem Großen Treck an.

## Nachwirkungen
In Kroonstad stehen das Sarel Cilliers Museum sowie eine Cilliers-Statue an der Niederländisch-Reformierten Kirche. Zahlreiche Straßen und Wege in Kroonstad und weiteren südafrikanischen Orten tragen seinen Namen.

## Der Name Cillier
Ein Vorfahr mit dem Namen Cillier im Gebiet war ein französischer Hugenottenflüchtling, Josué Cellier aus Orléans, der am Kap um 1700 ankam. Andere Variationen des Namens sind: Celliers, Cillie, Celliers und Sellier.